# Aleksander Chłopecki
Aleksander Piotr Chłopecki (ur. w 1965) – polski prawnik, radca prawny, profesor nauk prawnych, nauczyciel akademicki Uniwersytetu Warszawskiego, specjalista w zakresie prawa cywilnego i handlowego. Pracownik Pracowni Prawa Rynku Kapitałowego Uniwersytetu Warszawskiego.

## Życiorys
W 1990 ukończył studia prawnicze na Wydziale Prawa i Administracji Uniwersytetu Warszawskiego. Podjął wówczas pracę w Instytucie Prawa Cywilnego na tym wydziale. W 1991 uzyskał tytuł Magister der Rechtsvergleichung na Uniwersytecie Friedricha Wilhelma w Bonn. W 1997 uzyskał na Uniwersytecie Warszawskim stopień naukowy doktora nauk prawnych na podstawie rozprawy pt. Ochrona interesów uczestników otwartego funduszu inwestycyjnego w prawie niemieckim, amerykańskim i polskim. Tam też w 2002 na podstawie dorobku naukowego oraz monografii pt. Opcje i transakcje terminowe. Zagadnienia prawne uzyskał stopień doktora habilitowanego nauk prawnych w zakresie prawa, specjalności: prawo cywilne, prawo handlowe. W maju 2003 został profesorem Uniwersytetu Warszawskiego. W 2013 Prezydent RP nadał mu tytuł profesora nauk prawnych. 
Wykonuje zawód radcy prawnego.
Od 2008 prezes Sądu Polubownego przy Komisji Nadzoru Finansowego.
Syn Jerzego Chłopeckiego.